# Podlesni (Kuban)
|  | Per a altres significats, vegeu «Podlesni». |

Podlesni - Подлесный (rus) és un possiólok, un poble, del krai de Krasnodar, a Rússia. Es troba a la vora esquerra del riu Kuban, davant de Kazànskaia, a 22 km a l'oest de Gulkévitxi i a 119 km a l'est de Krasnodar, la capital.
Pertany al municipi de Kuban.